# Domingo Nieto

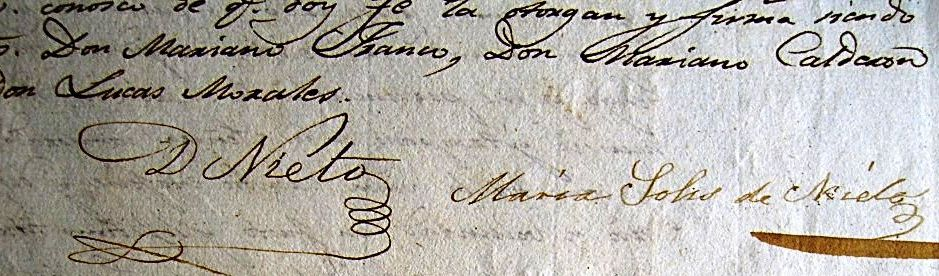
Firma de Domingo Nieto y su mujer María Solís.

Domingo Nieto y Márquez (Moquegua, 15 de agosto de 1803-Cuzco, 17 de febrero de 1844) fue un militar y político peruano. Participó a lo largo de toda la campaña de la Independencia del Perú, de 1821 a 1825. Luego actuó en las revoluciones y guerras civiles de su país, aunque siempre respaldando a la autoridad legítima y a la Constitución, por lo que recibió en vida el pseudónimo de "El Quijote de la Ley". Otro de sus apodos fue el "Mariscal greco-romano", por su vasta cultura clásica y su conducta política que recordaba a la de los viejos romanos republicanos que veneraban a la ley. En las postrimerías de su vida fue nombrado Jefe de Estado Provisorio del Perú, que desempeñó durante un corto período entre 1843 y 1844, pues falleció víctima de una enfermedad, cuando apenas contaba con 40 años de edad.

## Biografía
Hijo de Domingo Nieto Hurtado de Mendoza, tesorero perpetuo del tribunal de la Santa Cruzada de Arequipa, y de María del Carmen Márquez. Pertenecía a la ilustre familia de los condes de Alastaya. Nació en Villa de Moquegua el 15 de agosto de 1803. Estudió en Moquegua, probablemente en el colegio de los Betlemitas del hospital.
Era todavía muy joven cuando se incorporó a la avanzada del Ejército Libertador que llegó a Moquegua bajo el mando del teniente coronel Guillermo Miller, en mayo de 1821. Poco después hizo su bautismo de fuego en el combate de Mirave, el 22 de mayo, debido a su destacada actuación, se le otorgó el grado de teniente de caballería.
Durante la Primera Expedición a Intermedios, actuó en las batallas de Torata y Moquegua (enero de 1823). Ascendido a capitán, concurrió a la Segunda Campaña de Intermedios en las filas del Regimiento Lanceros de la Guardia, a fines de 1823. Luego, bajo el mando del general José de La Mar, participó en la campaña libertadora de Bolívar y estuvo presente en las dos grandes batallas finales de la independencia: Junín y Ayacucho (1824. Luego acompañó al mariscal Antonio José de Sucre en la campaña del Alto Perú, participando en la toma de Potosí (1825). Concurrió enseguida al segundo sitio del Callao, hasta su culminación con la capitulación de José Ramón Rodil, el 23 de enero de 1826.
Ascendido a teniente coronel, participó en la campaña contra los rebeldes iquichanos de Huanta que aún peleaban a favor del rey de España (1827). Luego, al frente del Primer Regimiento de Húsares de Junín, marchó al norte, tras el estallido de la guerra entre el Perú y la Gran Colombia (1828). Durante la batalla del Portete de Tarqui, librada el 27 de febrero de 1829, encabezó una carga de los húsares para contener el ataque del escuadrón Cedeño de la caballería grancolombiana, sosteniendo luego un duelo singular con el comandante venezolano José María Camacaro, a quien atravesó con su lanza. Este episodio memorable le ganó fama de intrépido.

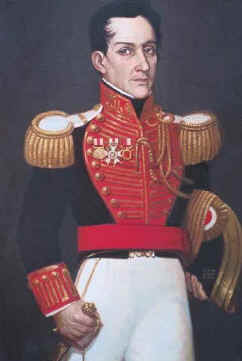
Domingo Nieto, siempre respetuoso de la autoridad legalmente constituida, apoyó al presidente Luis José de Orbegoso, pero se opuso a su alianza con el presidente de Bolivia Andrés de Santa Cruz y a su plan de dividir el Perú para constituir una Confederación con dicho país.

Ya con el grado de coronel, se le confió el mando de una brigada de caballería durante la campaña que en 1831 condujo el presidente Agustín Gamarra hacia la frontera con Bolivia, la misma que no desembocó en guerra, pues se optó por la solución diplomática. Al finalizar el periodo de gobierno de Gamarra y debiendo la Convención Nacional (asamblea legislativa) elegir un presidente provisorio, Nieto fue propuesto como candidato, compitiendo con Pedro Pablo Bermúdez y Luis José de Orbegoso; este último resultó elegido. Nieto fue ascendido a General de Brigada el 6 de diciembre de 1833; tenía entonces 29 años.
Se hallaba en Arequipa cuando se produjo el pronunciamiento del general Bermúdez contra Orbegoso. Fiel a sus principios de la defensa de la autoridad legal, Nieto asumió la comandancia militar del departamento el 12 de enero de 1834 y organizó la resistencia. Enfrentó a las fuerzas rebeldes en Miraflores, el 2 de abril, y en Cangallo, el 5 de abril, acciones que le fueron desfavorables. Finalizada la guerra civil tras el Abrazo de Maquinhuayo, el 24 de abril, fue designado jefe político y militar de los departamentos del sur. Fue promovido a general de División, ascenso que rechazó, pues consideraba que era inadmisible que se dieran ascensos en medio de una guerra civil.
Pasó a Lima, donde fue nombrado inspector general del Ejército, y como se encargó de debelar un motín efectuado en las Fortaleza del Real Felipe el 1 de enero de 1835. Pero allí estalló enseguida la rebelión del teniente coronel Felipe Santiago Salaverry, quien ordenó la prisión de Nieto. Desterrado a California a bordo de la goleta Peruviana, Nieto logró reducir a la tripulación merced a dos pistolas que le envió su esposa escondidas en un atado de ropa. Desembarcó en Huanchaco (norte peruano) y organizó una vez más la defensa de la legalidad. Pero no logró reunir muchas tropas y decidido aun así a enfrentarse a Salaverry, sus propios oficiales y soldados lo apresaron y lo entregaron a dicho caudillo. Salaverry le ofreció la jefatura del ejército e incluso la Presidencia, a cambio de ponerse a sus órdenes, pero Nieto se negó pues no podía servir a un gobierno ilegítimo. Salaverry lo desterró entonces a Chile.
Al enterarse de los arreglos entre el presidente boliviano Santa Cruz y el general Gamarra para invadir el Perú, Nieto regresó y se presentó en Arequipa ante el presidente Orbegoso poniéndose a su servicio (4 de agosto de 1835). Pero enterado del pacto de Orbegoso con Santa Cruz por el cual se autorizaba la invasión boliviana al Perú, no vaciló en condenar esta decisión y trató de convencer tanto a Orbegoso como a Santa Cruz para que se sometieran a las decisiones de un Congreso Nacional; estaba además, en contra de la división del Perú y de la federación con Bolivia. Su propuesta fue desoída, por lo que se embarcó nuevamente para Chile, muy decepcionado, viviendo un tiempo en Santiago y Valparaíso.
Vuelto a Lima en febrero de 1836, insistió en persuadir a Orbegoso para que se apartara de Santa Cruz, pero no lo logró. Nombrado ministro plenipotenciario en Ecuador, no alcanzó a desempeñarlo, y permaneció en el Perú como prefecto y comandante general del departamento de La Libertad.

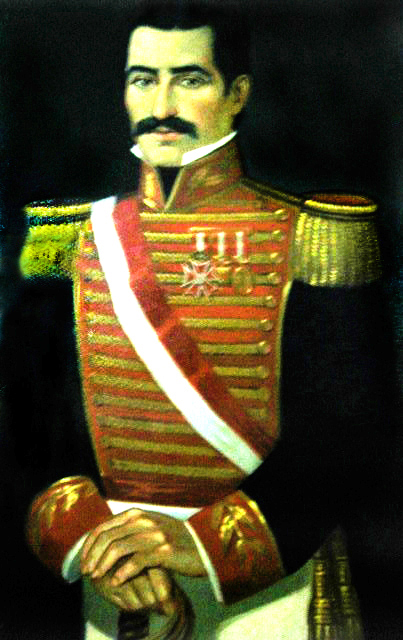
Domingo Nieto (Presidente de la Suprema Junta de Gobierno del Perú).

Establecida la Confederación Perú-Boliviana encabezada por Santa Cruz, Nieto se mantuvo fiel a la autoridad legal de Orbegoso, quien en 1837 fue elegido presidente del Estado Nor-Peruano, creación geopolítica que junto con el Estado Sud-Peruano y Bolivia integraba dicha Confederación. Pese a ello, Nieto no se comprometió con el régimen confederado y se puso al servicio de la voluntad del pueblo. Finalmente, decidió alzarse contra Santa Cruz y proclamó la libertad del Estado Nor-Peruano, el 30 de julio de 1838. Orbegoso, indeciso al principio, terminó por plegarse a dicha causa. Al producirse el arribo de la expedición restauradora chileno-peruana, esta quiso aliarse con las fuerzas orbegosistas para luchar conjuntamente contra el ejército de Santa Cruz. Pero Orbegoso, Nieto y Vidal rechazaron tal alianza al ver en los chilenos una nueva amenaza contra la independencia nacional. Los restauradores avanzaron sobre Lima y pese a la oposición de Nieto (quien temía con razón la superioridad numérica del enemigo) se trabó el combate de Portada de Guías el 21 de agosto de 1838. Los orbegosistas fueron derrotados y Nieto se refugió en el Callao, hasta que de manera voluntaria, a causa de ser mal visto por una parte de la guarnición, y en especial por el jefe de ella el coronel Manuel de la Guarda, se embarcó el 26 de agosto en un buque extranjero consiguiendo llegar a Supe y luego a Guayaquil, optando así por el destierro. Fue borrado del escalafón el 25 de marzo de 1839, por lo que escribió una larga memoria para defender su conducta.
Decidió volver al Perú cuando Santa Cruz, ya derrotado y prófugo, se refugió en Ecuador. Se reincorporó al ejército el 7 de diciembre de 1841, en momentos en que el Perú afrontaba la invasión boliviana luego del desastre sufrido en Ingavi, donde murió el presidente Agustín Gamarra. Hecha la paz con los bolivianos, Nieto ofreció su apoyo a la autoridad constitucional representada por el general Juan Francisco de Vidal, en contra del pronunciamiento ilegal del general Juan Crisóstomo Torrico. Al frente de las fuerzas de Vidal, Nieto derrotó a Torrico en la batalla de Agua Santa, el 17 de octubre de 1842, por lo que fue ascendido a Gran Mariscal.
Bajo la presidencia de Vidal fue nombrado prefecto de Moquegua, asumiendo también el comando militar de los departamentos del sur. Al triunfar en Lima la revolución del general Manuel Ignacio de Vivanco, se negó a prestar juramento al nuevo gobierno, por considerarlo usurpador, y optó por dedicarse a las labores agrícolas en una hacienda cercana a Lima. Fue enviado al destierro, rumbo a Chile, pero interrumpió la travesía y desembarcó en Arica.
El 17 de mayo de 1843 inició en Tacna la revolución en defensa del orden constitucional, contando con la colaboración del general Manuel de Mendiburu. Luego se les sumó el valioso apoyo del general Ramón Castilla, que se había sublevado en Tarapacá. Todos ellos desconocieron la autoridad de Vivanco a favor de Justo Figuerola, el gobernante legítimo, y proclamaron la vigencia de la Constitución de 1839.
Nieto triunfó sobre las fuerzas vivanquistas en Pachía, cerca de Tacna, el 29 de agosto de 1843 y en San Antonio, cerca de Moquegua, el 28 de octubre del mismo año.  Dominó todo el sur del Perú, con excepción de Arequipa, inquebrantable en su vivanquismo. En Tacna fue instalada una Suprema Junta de Gobierno Provisorio de los Departamentos Libres (3 de septiembre), cuya presidencia asumió Nieto, con el exclusivo propósito de restablecer el ejercicio pleno de la Constitución. Nieto se trasladó al Cuzco y se hallaba en plenas funciones cuando su enfermedad del hígado se le agravó y falleció repentinamente, el 17 de febrero de 1844. Tuvo sin embargo tiempo para redactar dos proclamas, una dirigida a la Nación y otra al Ejército. En su testamento pidió que se le amortajara con un hábito sagrado y que se le enterrara cerca de San Antonio, donde obtuviera una resonante victoria. Regaló además a Castilla dos de sus mejores caballos y confesó que moría pobre, dejando numerosas deudas, una viuda, varios hijos ya crecidos y uno por venir. Tenía apenas 40 años de edad y según el deán Valdivia, su amigo y confidente, corrió el rumor de que fue envenenado

## Devoción a la Virgen del Rosario Patrona de Ilo
Se sabe que Don Domingo Nieto era muy devoto de la Santísima Virgen del Rosario, porque en los años 1821 colaboraba con misas en su honor e incluso en su testamento en redacto en la ciudad de Cuzco a inicios de 1844, señala que le oficie una misa y se le entregue un ropaje nuevo en su nombre a la patrona del Valle de Ilo.

## Singular justa a lanza con Camacaro
El episodio del combate singular de Nieto con el lancero venezolano José María Camacaro es fidedignamente histórico aunque parezca ya legendario:

Camacaro, lancero de Colombia, jefe de un regimiento, reta a Nieto, jefe de un regimiento peruano, a combate singular, como en los torneos medievales, a fin de ahorrar la sangre del resto de la oficialidad y de la tropa. Camacaro es hercúleo y de enorme talla, a punto tal que lo llaman “el gigante”; Nieto, antes bien, es de corta estatura. No obstante la aparente desventaja física, Nieto acepta la proposición. Parten los caballos al galope; se cruzan las lanzas; el gigante Camacaro es atravesado y muerto: Nieto ha obtenido la victoria.

Entonces, a despecho de lo estipulado, los colombianos enfurecidos atacan súbitamente, según parece, a los peruanos. Nieto tiene que ordenar la retirada. Más tarde, al atravesar un desfiladero, los peruanos divisan las tropas de Sucre, que, desde la altura, dominan completamente la situación. Nieto se prepara para lo peor. El vencedor de Ayacucho ha tenido ya noticia del épico lance, e hidalgamente, en vez de ordenar el ataque, que pudiera ser a mansalva, dadas las circunstancias, se descubre y saluda al héroe peruano y ordena se le rindan honores militares. Nobleza obliga. Nieto responde al saludo del adversario. El parte de la batalla del Portete de Tarqui da cuenta, con el acostumbrado laconismo castrense, de la bravura de Nieto; pero el caballeresco episodio fue narrado, con algún detalle, por el Deán Valdivia en sus Memorias, y está certificado por la autoridad de Jorge Basadre en la última edición de su monumental Historia de la República.
Enrique Chirinos Soto

Según lo indicado por el historiador Carlos Dellepiane, al ver a su jefe muerto los soldados grancolombianos del escuadrón "Cedeño" no aceptaron la derrota de su jefe y atacaron a los "Húsares de Junín", pero estos lograron derrotarlos y acuchillaron a casi todos sus efectivos reduciéndolo a 6 o 7 hombres aproximadamente, consiguiendo los "Húsares de Junín", con su acción, impedir que las armas de la Gran Colombia obtengan una victoria total sobre las armas peruanas.

## Homenajes en el Perú

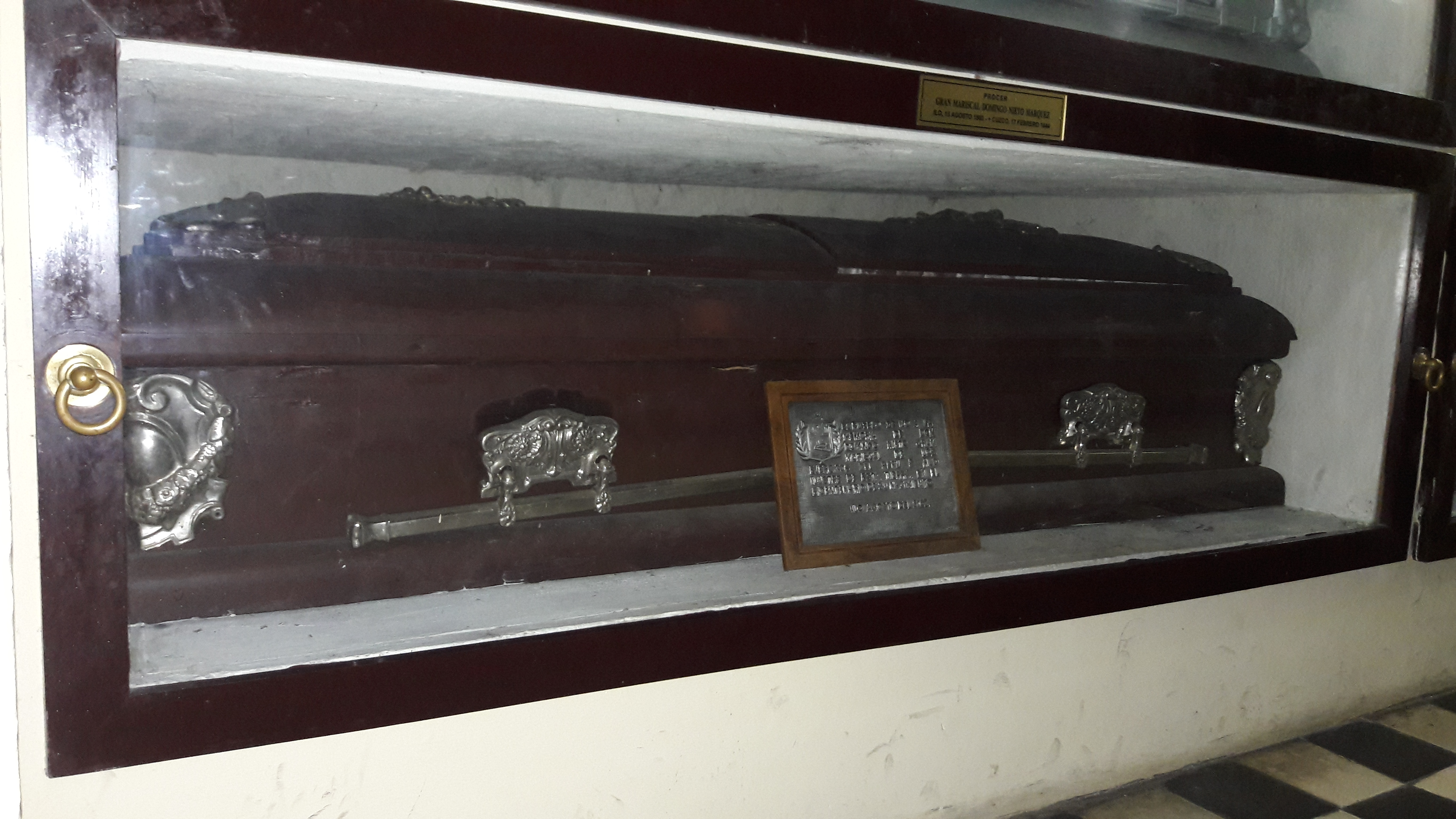
Sus Restos descansan en el Panteón de los Próceres en Lima.

- En 1936, al crearse por la Ley N.º 8230 el departamento de Moquegua, se dispuso que una de las dos provincias de ese departamento lleve su nombre.
- El Congreso, por Resolución Legislativa N.º 12177 del 24 de diciembre de 1954 lo declaró PRÓCER y ordenó que sus restos, que hasta entonces reposaban en Moquegua, fueran depositados en el Panteón de los Próceres, lo que se puso cumplimiento el 2 de abril de 1963.
- Por Resolución Suprema N.º 31 IGE/IM del 19 de septiembre de 1949 el Regimiento de Caballería Escolta del Presidente pasó a llamarse "Regimiento de Caballería de Guardias Dragones "Mariscal Domingo Nieto" Escolta del Presidente de la República". Dicho Regimiento fue desactivado el 5 de marzo de 1987 por orden del presidente Alan García Pérez y fue transformado, años después, en una unidad moto-mecanizada llevando como nombre: Regimiento de Caballería Blindada “Mariscal Domingo Nieto” Nº 17, unidad acantonada en el Cuartel “Teniente EP Miguel Cortés”, de la Guarnición de Sullana, e integrante de la 1.ª Brigada de Caballería del Ejército del Perú. Sin embargo mediante la Resolución Ministerial No 139-2012/DE/EP del 2 de febrero de 2012, firmada por el gobierno de Ollanta Humala Tasso, se aprueba y se autoriza la reactivación del "Regimiento de Caballería "Mariscal Domingo Nieto" Escolta del Presidente de la República" como Escolta oficial del Presidente de la República del Perú, dándole como misión principal la de garantizar la seguridad del mandatario y del Palacio de Gobierno.
- Un Colegio Militar del Ejército del Perú, con sede en la provincia de Ilo - departamento de Moquegua, ostenta su nombre.
- El estadio más representativo en la provincia de Ilo - departamento de Moquegua, lleva su nombre. Posee una capacidad de 3000 espectadores.

| Predecesor: Manuel Ignacio de Vivanco Supremo Director de la República | Presidente de la Suprema Junta de Gobierno del Perú 3 de septiembre de 1843 - 17 de febrero de 1844 | Sucesor: Ramón Castilla Presidente de la Suprema Junta de Gobierno del Perú |